# کوه موریا، میسوری
کوه موریا (به انگلیسی: Mount Moriah) یک روستا (ایالات متحده آمریکا) در ایالات متحده آمریکا است که در شهرستان هریسون، میزوری واقع شده‌است.
 کوه موریا ۲٫۶۴ کیلومتر مربع مساحت و ۸۷ نفر جمعیت دارد و ۲۵۰٫۸۵ متر بالاتر از سطح دریا واقع شده‌است.